# Мемориальный музей семьи актёров Самойловых
Мемориальный музей семьи актёров Самойловых — музей-квартира в Санкт-Петербурге, филиал Санкт-Петербургского музея театрального и музыкального искусства. Музей, посвящённый жизни и творчеству актёрской династии Самойловых, занимает второй этаж дома № 8 по Стремянной улице, где в 1869—1887 годах жил актёр Александринского театра Василий Васильевич Самойлов.

## История
Доходный дом на Стремянной улице, в котором сейчас расположен мемориальный музей Самойловых, был построен в 1834 году по проекту архитектора Артура Ланге, а ныне существующий облик приобрёл в результате перестройки в 1858 году по проекту Иоганна Цима. В 1869 году дом приобрёл Василий Васильевич Самойлов, который жил в нём с семьёй до своей смерти в 1887 году. Семья Самойловых занимала второй этаж. В 1899 году наследники продали дом. В советское время в нём размещались коммунальные квартиры. В начале 1990-х годов дом был отреставрирован в комплексе с реконструкцией дома №57 по Невскому проспекту, с которым он соединён, под отель «Corinthia», разместившийся там в 1993 году. При участии владеющей отелем мальтийской компании «Corinthia Hotels International» проводилась и реставрация дома Самойловых. Квартира Самойловых была отдана музею театрального и музыкального искусства, который и создал там мемориальный музей актёрской династии. 28 января 1994 года музей Самойловых был открыт для посетителей.
Самойловы — самая многочисленная династия в истории русского театра; её представители играли на сцене в течение полутора веков. Родоначальник династии, Василий Михайлович Самойлов (1782—1839), дебютировал на сцене в 1803 году. Его сын, Василий Васильевич Самойлов (1812—1887), стал одним из самых известных русских драматических актёров XIX века. Дочери Василия Михайловича, Мария и Надежда, блистали в водевиле, младшая дочь Вера стала драматической актрисой. В третьем поколении прославились на сцене Павел Самойлов и Вера Мичурина-Самойлова.

## Экспозиция и деятельность музея

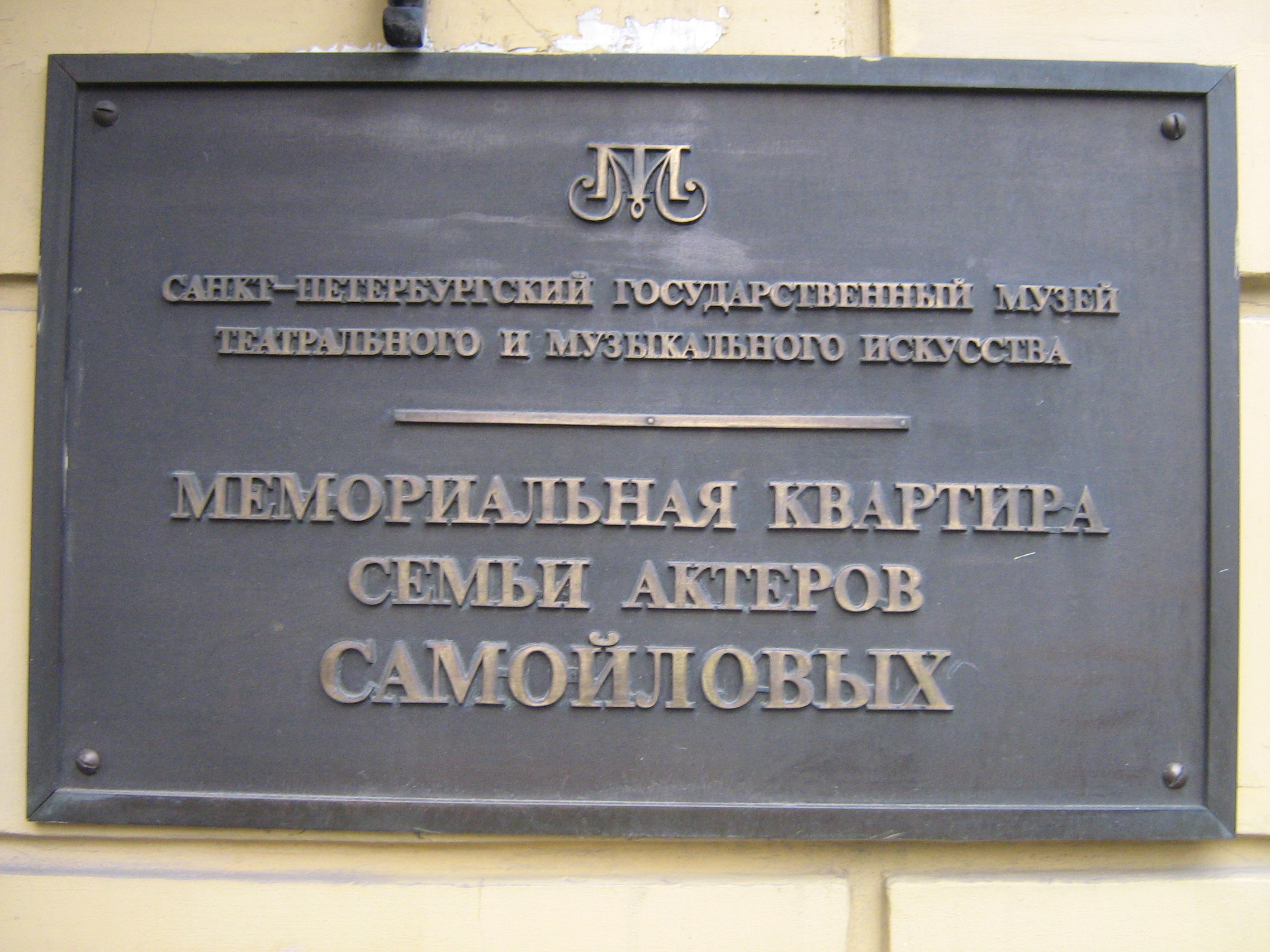
Табличка на здании музея

Музей Самойловых является филиалом Санкт-Петербургского музея театрального и музыкального искусства, должность директора которого с 2006 года занимает Наталья Метелица. Заведующий филиалом — Елена Зилотина. Также в штат музея входит 2 научных сотрудника. Коллекция музея насчитывает 413 единиц хранения. Экспозиционно-выставочная площадь составляет 490 м², площадь фондохранилищ — 50 м². Экспозиция музея освещает историю семьи Самойловых, частично воссоздавая в квартире обстановку, окружавшую их, а также историю петербургского театра рубежа XIX и XX веков и петербургского балета. 
Три зала в экспозиции музея посвящены самой династии Самойловых. В Мемориальной гостиной представлены портреты и фотографии представителей династии. Там же находится генеалогическое древо Самойловых, выполненное художником Александром Бенуа. В Портретном зале представлены портреты и скульптурные изображения, а также личные вещи как самих Самойловых, так и других артистов Александринского театра того времени — к примеру, скульптура актрисы Марии Савиной, а также предметы театрального быта. Там же размещены предметы мебели, принадлежавшие Самойловым, и переданные музею их потомками. В кабинете Василия Васильевича Самойлова сохранилась изразцовая печь. Там же воссоздана обстановка кабинета хозяина квартиры и выставлены его личные вещи: к примеру, гримировальный ящик. Ещё одну комнату квартиры занимает концертный зал, где проводятся театральные вечера и концерты камерной музыки. Среди экспонатов музея особенно выделяются живописные работы художников Михаила Зичи (портрет Василия Самойлова), Фёдора Солнцева, Константина Маковского.
В трёх залах парадной анфилады расположена экспозиция «Звезды русского балета», открытая в 2001 году, и охватывающая историю русского балета в период 1900-х–1980-х годов. Здесь представлены портреты, фотографии, костюмы, личные вещи русских артистов балета ХХ столетия. Зал «Русские сезоны» посвящён гастролям балетной антрепризы Сергея Дягилева и легендарным артистам труппы: Анне Павловой, Михаилу Фокину, Тамаре Карсавиной, Вацлаву Нижинскому. Особенно примечательными экспонатами являются личные вещи Михаила Фокина и Анны Павловой. Экспозиция двух других залов рассказывает об известных деятелях балетной сцены советского периода: Агриппине Яковлевне Вагановой, Марине Семеновой, Татьяне Вечесловой, Галине Улановой, Наталье Дудинской; о звёздах 1950 - 1980-х, среди которых Алла Осипенко, Ирина Колпакова, Рудольф Нуреев, Михаил Барышников, Наталья Макарова.
Периодически в музее-квартире проводятся временные выставки, посвящённые театральному искусству и балету, а также известным театральным артистам и их династиям. К примеру, в 2012 году в музее проводилась выставка в честь актёрской династии Боярских (к которой принадлежит актёр Михаил Боярский, принимавший участие в её открытии), а в 2013 году — в честь Комиссаржевских. В 2018-2019 годах в музее действовала выставка «Игорь Владимиров. Человек-театр», приуроченная к столетию со дня рождения актёра Игоря Владимирова. В 2017 году — выставка «Балетное зазеркалье», посвящённая истории балетного спектакля в России. В 2019 году музей провёл выставку «Артист Высочайшим указом», посвящённую семье Самойловых, и приуроченную к 25-летию музея-квартиры. Наиболее выдающимся её экспонатом стал портрет Василия Васильевича Самойлова кисти Ильи Репина, написанный в 1886 году.